# ایسی یوشیمی
ایسی یوشیمی (انگلیسی: Issei Yoshimi؛ زادهٔ ۱۶ ژوئن ۱۹۸۲) بازیکن فوتبال اهل ژاپن است.